# Manuela Van Werde
Manuela Van Werde (Neerpelt, 8 april 1959) is een Belgische actrice, presentatrice en politica uit Vlaanderen.

## Levensloop
In 1983 studeerde ze af als laureate in de toneelkunst aan de Studio Herman Teirlinck. Van 1986 tot 1988 stond ze twee seizoenen met De Stoel van Stanislawski van Guido Van Meir op de planken van het Nieuw Ensemble RaamTeater.
Ze was van 1985 tot 1988 presentatrice en redactrice op Studio Brussel. Op televisie was ze van 1988 tot 1991 presentator van het jeugdmagazine Kilimanjaro en van 1991 tot 2004 een van de presentators en reportagemakers van Vlaanderen Vakantieland. Als een uitloper hiervan werd ze in 2005 meter van het recreatiedomein Nieuwdonk. Nadien was Van Werde van 2004 tot 2011 reportagemaker van de VRT-realityreeksen als Het leven zoals het is en Verloren land over de familiegeschiedenis van een aantal bekende Vlamingen.
Ze speelde in 1993 mee als Isabelle in de televisieserie Het Park. In Kinderen van Dewindt speelde ze van 2005 tot en met 2009 Ilse Gommers, die brandstof verhandelt in Dewindt Fuel Trading. In de telenovelle Emma nam ze in 2007 de rol van Margaux De Roeck op zich. Ze had ook reeds een gastrol in Witse. In 2008 trad ze aan in de quiz De tabel van Mendelejev. In 2009 was ze te zien in Thuis als Suzanne, de relatietherapeute.
Van juli 2011 tot en met januari 2014 presenteerde Van Werde het ochtendprogramma Espresso op Klara, de klassieke radiozender van de VRT. Ze volgde hiermee Thomas Vanderveken op, die het programma de twee vorige jaren presenteerde. Nadat ze haar politieke ambities bekendmaakte, besloot ze niet meer te presenteren en ging ze achter de schermen werken. In 2018 nam ze ontslag.

## Politiek
Manuela Van Werde stond op 25 mei 2014 op de zesde plaats van de lijst van de N-VA in de kieskring Antwerpen voor de Vlaamse verkiezingen en werd verkozen als lid van het Vlaams Parlement met 12.326 voorkeurstemmen. Van Werde zetelde van 2014 tot 2019 in de commissie Buitenlands Beleid, Europese Aangelegenheden, Internationale Samenwerking, Toerisme en Onroerend Erfgoed en van 2017 tot 2019 in de commissie Cultuur, Jeugd, Sport en Media en was actief op de domeinen Cultuur, Media en Onroerend Erfgoed. Drie decreten over onroerend erfgoed zijn van haar hand. Ook zetelde ze van 2014 tot 2019 in de Interparlementaire Commissie voor de Nederlandse Taalunie.
Bij de gemeenteraadsverkiezingen van oktober 2018 werd Van Werde verkozen als gemeenteraadslid in de stad Antwerpen.
Bij de verkiezingen van mei 2019 werd ze vanop de tiende plaats van de Antwerpse N-VA-lijst, met 10.126 voorkeurstemmen, herkozen als Vlaams volksvertegenwoordiger. Ze werd vast lid van de commissie voor Cultuur, Jeugd, Sport en Media en van de commissie voor Wonen en Onroerend Erfgoed. Ze werd tevens opnieuw lid van de Interparlementaire Commissie van de Nederlandse Taalunie. In juni 2024 kwam ze niet meer op voor een nieuwe termijn als parlementslid. Ze kwam ook op als gemeenteraadslid bij de lokale verkiezingen dat jaar, maar raakte niet herkozen. Wel raakte Van Werde verkozen in de districtsraad van het stadsdistrict Antwerpen, waarin ze sinds januari 2025 zetelt.
Manuela Van Werde zetelde of zetelt tevens in de raad van bestuur van Amuz, Augustinus Muziekcentrum; deBuren, het Vlaams-Nederlands huis voor cultuur en debat; De Museumstichting en deSingel.